# Morohashi Museum of Modern Art
Il Morohashi Museum of Modern Art (諸橋近代美術館?, Morohashi Kindai Bijutsukan) è un museo d'arte moderna e contemporanea con sede a Kitashiobara, nella Prefettura di Fukushima: fondato nel 1999, ospita una vasta collezione di opere surrealiste tra cui la terza maggiore collezione mondiale di opere di Salvador Dalì, oltre ad essere l'unico museo in Asia a possedere opere dell'artista nella propria collezione permanente.

## Storia
Il museo nasce grazie all'imprenditore giapponese Teizo Morohashi, fondatore della XEBIO Corporation: appassionato dall'arte surrealista e in particolare dalle opere di Dalì iniziò intorno al 1980 ad acquistare una vasta gamma di opere dell'artista, insieme ad una serie di altri dipinti di artisti quali Marc Chagall, Auguste Renoir, Pablo Picasso ed Henri Matisse.
Nel 1997 cominciarono i lavori di costruzione del museo, volto ad ospitare la collezione di Morohashi, terminati l'anno successivo. Nel 1999 il museo apre.

## Collezione
La collezione include 330 opere tra dipinti, disegni e sculture di Dalì e varie opere di Paul Cezanne, Marc Chagall, Henri Matisse, Pablo Picasso, Auguste Renoir, Alfred Sisley, Marie Laurencin, Maurice Utrillo, Maurice de Vlaminck, Joan Miro, Tsuguharu Foujita, Camille Pissarro, Armand Guillaumin, Pierre Bonnard, Georges Rouault, Max Ernst, Giorgio de Chirico, André Masson, Jules Pascin, Henri Martin, Maximilien Luce, Edouard Vuillard, Bernard Buffet e Kees van Dongen.

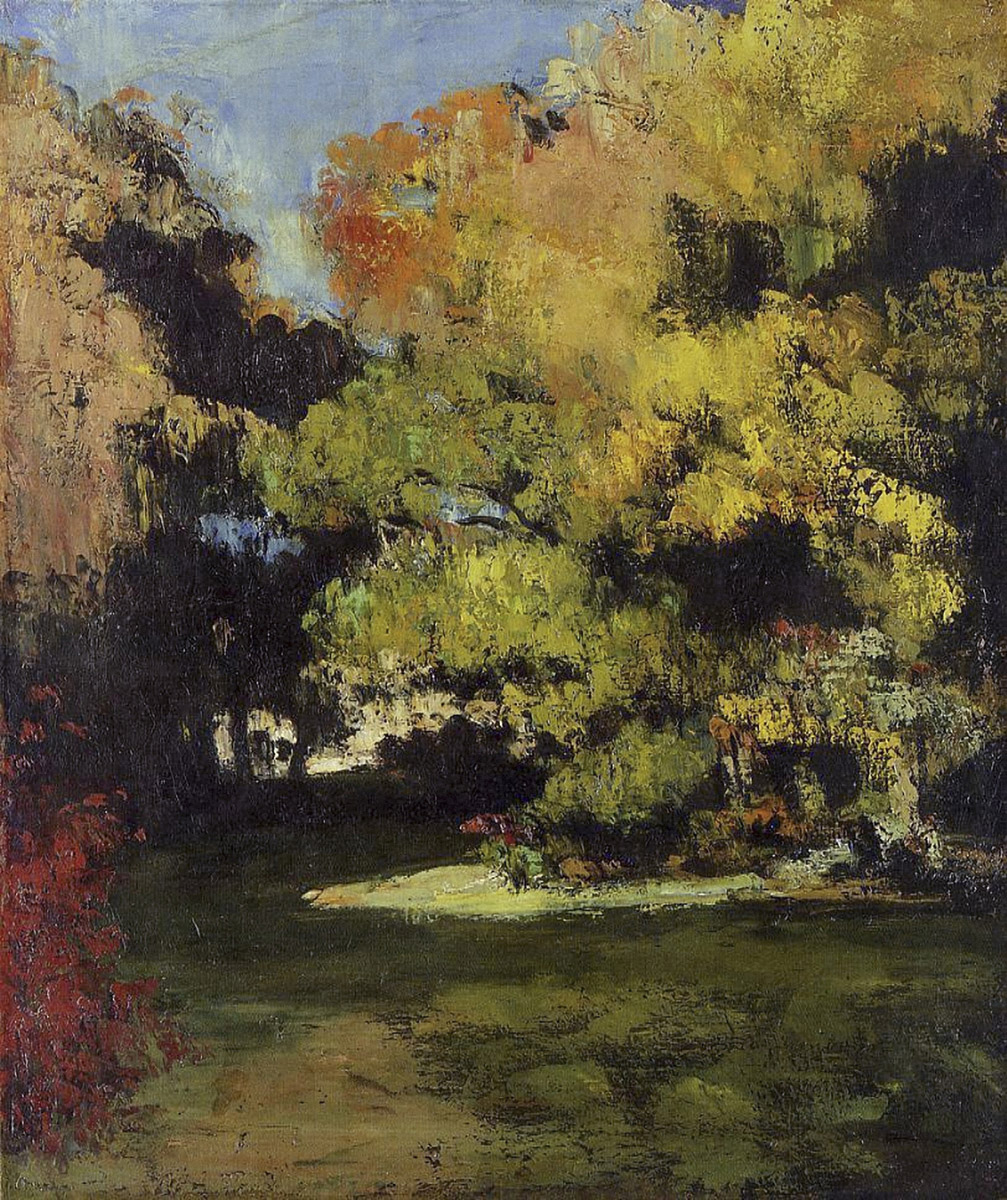
Paul Cezanne, 1867, Radura nella foresta
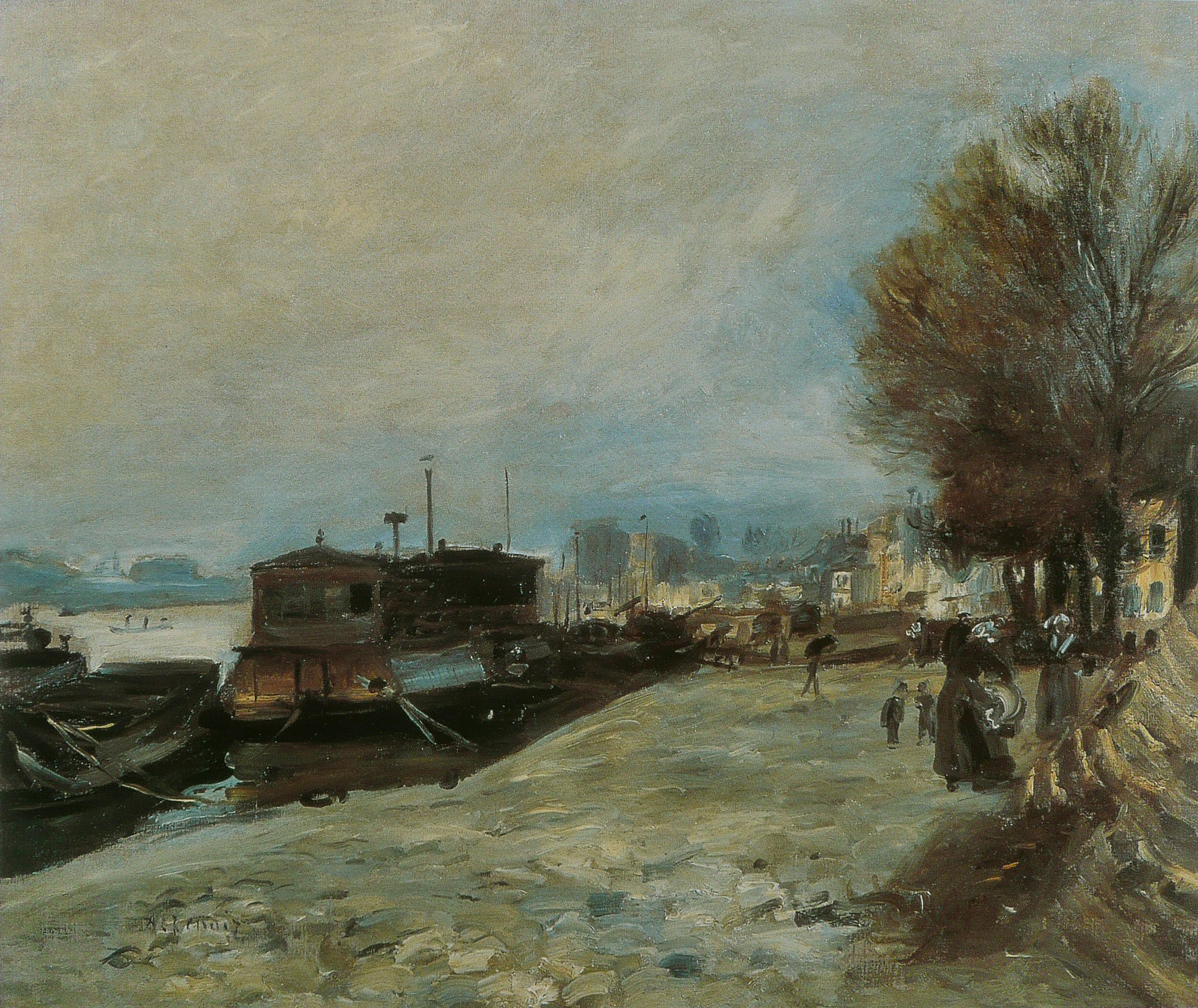
Auguste Renoir, 1871, Battelli sulla Senna
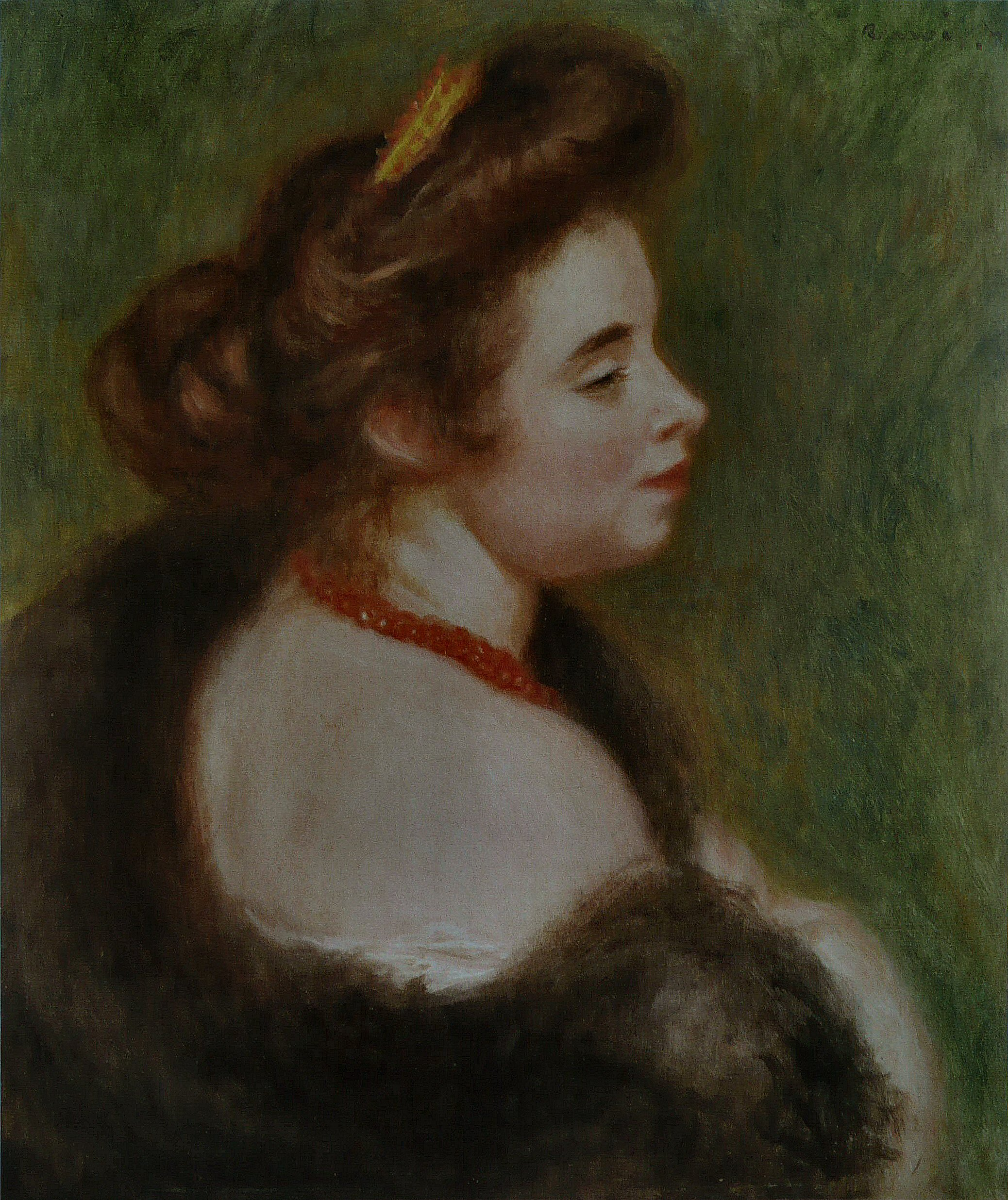
Auguste Renoir, 1904, Ritratto di Maurice Denis
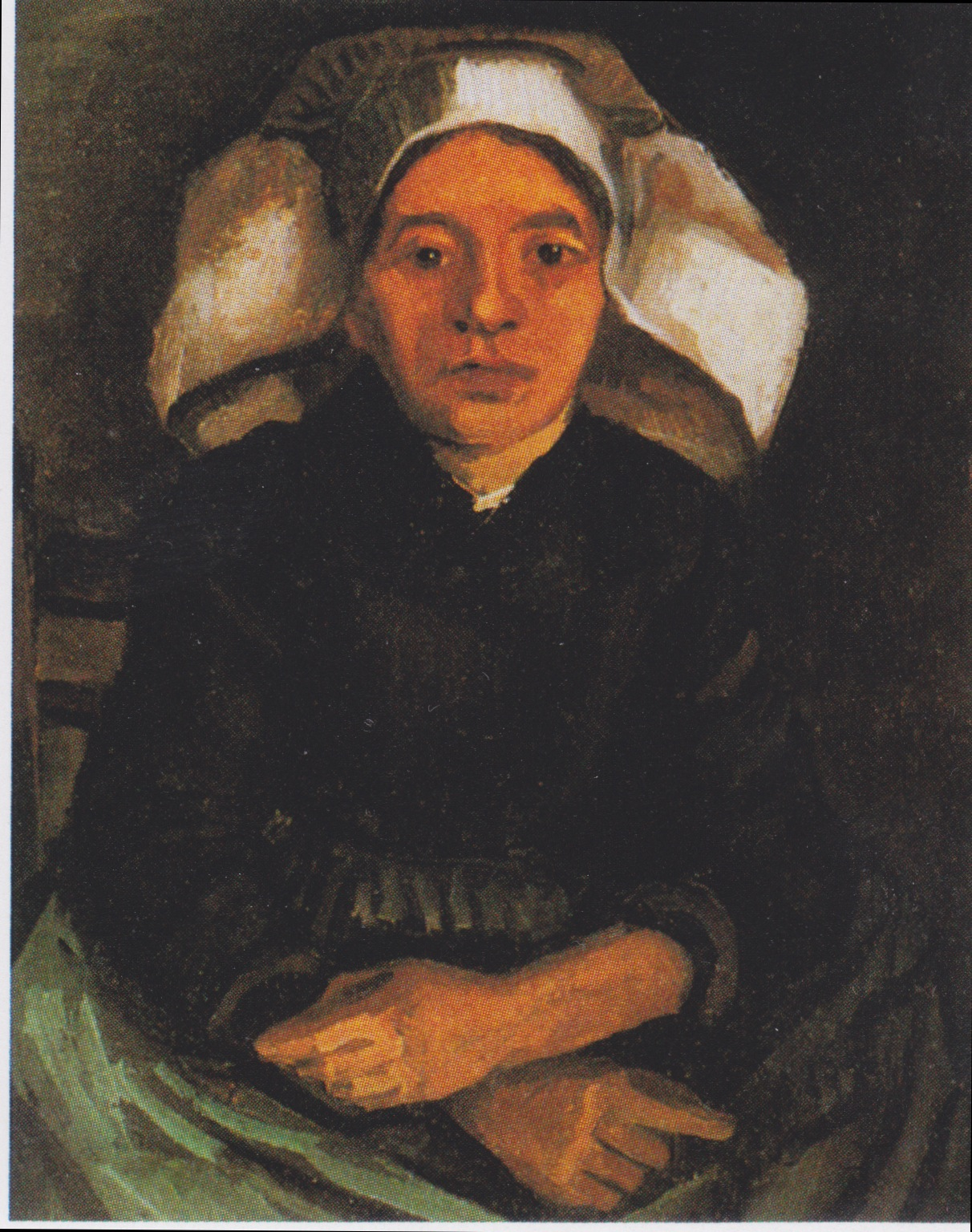
Vincent Van Gogh, 1884, Contadina seduta con berretta bianca